# Братство святого Петра Митрополита
Братство святого Петра Митрополита в Москве — неформальное церковное общественное объединение священнослужителей и мирян Русской православной церкви, созданное в Москве в 1872 году при активном содействии настоятеля и других священнослужителей Московского Никольского единоверческого монастыря для миссионерской «противораскольнической» деятельности, то есть для возвращения в лоно Православной российской церкви отпадших от неё старообрядцев. С 1898 года братство официально состояло при Высоко-Петровском монастыре.

## История
24 августа 1872 года митрополитом Московским Иннокентием был утверждён устав Братства, составленный в соответствии с основными правилами православных братств. А официальное открытие Братства состоялось 21 декабря 1872 года, в день памяти святителя Петра митрополита, первого Московского святителя, установленный и днём основного братского праздника.
По уставу, Братство состояло под покровительством московского митрополита и составлялось из членов обоего пола всех званий и состояний православного исповедания. Члены полагались: почётные (оказавшие успехам Братства значительное содействие своим влиянием, трудами или пожертвованиями), учредители, действительные (избираемые посредством закрытой баллотировки большинством голосов) и соревнователи или благотворители (со взносом не менее 3 руб. в год, который взнос обязателен и для учредителей и действительных членов). Лица, внёсшие единовременно 200 руб.‚ признавались постоянными членами-благотворителями и освобождались от ежегодного взноса. От последнего освобождались, и те члены, которые готовы были служить Братству своим литературным, проповедническим и миссионерским трудом.
В своей цели Братство предполагало употреблять всевозможные и удобные способы к разъяснению истин Православия и обличения заблуждений раскола не только самим раскольникам, но и живущим среди раскольников православным, чтобы эти последние, достаточно уразумев православное учение веры и получив понятие о заблуждениях раскола, имели возможность и самих себя сохранять от обольщения со стороны раскольников, и, при удобном случае, подавать вразумление лицам, совращаемым или совращённым в раскол.
Способов к достижению цели устав указывал два:
1. Составление, печатание и распространение, по самым умеренным ценам или и даром книг, или излагающих положительное учение православной веры, особенно в тех частях, которые подвергаются искажению со стороны раскольников‚ или представляющих собою исторические исследования о существующих в России раскольнических сектах, или полемических против раскола;
2. Устную проповедь и беседы с раскольниками.

За печатаемые Братством книги полагалось выдавать авторам гонорар. Для удобства Братству предоставлялось открыть свою типографию с гражданским и славянским шрифтами и собственную книжную лавку. Устные беседы положено было вести в храмах после Божественной Литургии или Вечернего богослужения и «не с церковной кафедры или амвона, а с нарочно приготовленного для сей цели места посредине церкви или в так называемой трапезе, если таковая имелась»; каждая беседа непременно «предначиналась духовным лицом»‚ но так как эти собеседования, предполагалось, не будут иметь характера в строгом смысле церковных бесед, то могли «принимать в них участие, с дозволения предначинателя беседы, и светские лица из способных к тому членов братства».
Братству предоставлялось открыть библиотеку из «старопечатных и прочих уважаемых старообрядцами книг» и заводить «училища для детей глаголемых старообрядцев, по примеру училища, находящегося в Никольском единоверческом монастыре».
Ежегодно, в братский праздник, положено было быть общему собранию братства для выслушания годичного отчёта и выбора членов братства и Совета. Допускались и чрезвычайные собрания. Дела в собраниях решались по большинству голосов. Для управления текущими делами в братстве состоял совет из председателя и его помощника, казначея, секретаря и 6 членов. Председатель, помощник и не менее 4-х членов полагались из лиц духовных. Состав совета избирался ежегодно в годичных собраниях посредством баллотировки. В Совет могли быть избираемы только члены братства почётные, учредители и действительные. В Совете дела решались также по большинству голосов; решения Совета получали силу, если в Совете участвовало не менее 5 членов. Лицо, желавшее выйти из состава Совета, обязано было заявить Совету о таком своём желании за месяц до его осуществления. Заседания Совета полагались однажды в месяц; допускались сверх того и экстренные собрания Совета. При секретаре состоял письмоводитель на жаловании. Братскую казну полагалось хранить на текущем счету в одном из банков; казначею выдавалось на руки на расходы не больше 100 руб. Все печатаемые братством книги подвергались предварительному рассмотрению Совета или, по его поручению, одного из членов Совета.
Первоначально Братству отведена была Благовещенский храм в Златоустовском монастыре, потом Братство состояло при храме Св. Троицы, что в Никитниках, более известной под именем церкви Грузинской Божией Матери, хотя, по обстоятельствам, мало пользовалось этой церковью.
22 октября 1898 года был утверждён новый устав Братства. По новому уставу Братство состояло при Высоко-Петровском монастыре, настоятели этого монастыря и Никольского единоверческого монастыря входят в Братство действительными членами помимо избрания их, для пожизненных членов установлен размер взноса в 100 руб. Братству предоставляется для сбора пожертвований выдавать сборные книжки и подписные листы, приобретать и отчуждать недвижимые имущества, состав совета определён из 12 лиц (прибавлены помощники казначея и секретаря и, кроме того, 2 кандидата к членам), помощник председателя наименован товарищем, капиталы Братства подразделены на неприкосновенный, специальный и расходный, и хранятся в государственных банковских учреждениях. Братство имело свой синодик для записи членов.
Братство прекратило своё существование в начале 1918 года.

## Деятельность Братства
Лавка Братства была открыта в 1879 году на территории Московского Кремля, под Ивановской колокольней, но в 1896 году была выведена отсюда, и временно закрылась, а в конце 1898 года вновь открылась под террасою колокольни, вместе с Синодальною книжною лавкой.
Изданием книг Братство занялось с первых же дней. С 1875 года Братство стало издавать свой журнал «Братское Слово», прервавшийся в 1876 года и потом с 1888 года возобновлённый Н. И. Субботиным до окончательного прекращения в 1899 году. С приостановкой журнала Братство занималось изданием «Материалов для первоначальной истории раскола», издало под редакцией Н. И. Субботина 9 томов.
За 25 лет своего существования Братство издало до 125 наименований печатных произведений; распространило до 500 тысяч экземпляров. Собственные собеседования Братству организовать удалось только в самое последнее время, главным образом за неимением собственного храма, в 1897 году собеседования происходили в зале средних торговых рядов; в 1898 году они перенесены в зал городского харитоньевского при работном доме училища.
Братство содержало своего миссионера и оказывало покровительство собеседованиям, введённым членами Братства. В Гуслицах Братство завело по деревням 6 своих школ с 344 учащимися в 1898 году, из которых только 8 было православных, а остальные все старообрядцы.
При открытии Братство имело капитал в 4,658 руб.‚ на исходе 25-летия — 45,846 руб. Братство имело 4,182 кв. сажень собственной земли в деревнях московской и владимирской губернии, там же 2 каменных и 6 деревянных домов для помещения школ, миссионера и священно-церковнослужителей; книг у Братства оставалось до 185,000 экземпляров на сумму до 30,000 руб.; на приходе было 500 руб. из Хозяйственного Управления при Святейшем Синоде, 1,000 руб. из конторы Московской единоверческой типографии, 3,158 руб. от продажи книг, 549 руб. членских взносов, 250 руб. пожертвований; в расходе 7,010 руб.‚ в том числе на покупку и издание книг до 4,000 руб.‚ на жалованье служащим до 1,500 руб.‚ на нужды школ около 1,000 руб.‚ на канцелярию около 300 руб. и на содержание лошади и кучера 250 руб.; в остатке к 1899 году было 42,270 руб.

Московский митрополит Сергий (Ляпидевский) так высказывался о Братствое св. Петра митрополита:
«… много Братств существует в нашем отечестве, многия из них приносят и великую пользу Церкви и отечеству, но в ряду всех этих Братств одно из самых первых мест по благотворности своей деятельности занимает, по моему мнению, Братство св. Петра м. и главным образом потому, что оно издаёт много сочинений, спасительных для одних и страшных для других, спасительных — для ищущих света Христовой истины, и страшных — для противящихся ей».

## Состав и члены Братства
При открытии Братство состояло из покровителя — митрополита Московского Иннокентия, 41 почётного члена, 21 члена-учредителя, 102 действительных и 136 соревнователей.
Первый Совет Братства составляли: Председатель — Чудова монастыря архимандрит Вениамин, помощник — Никольского единоверческого монастыря игумен Павел, казначей — А. И. Хлудов, секретарь — Н. И. Субботин, члены: Златоустовский архимандрит Григорий, священник И. Г. Виноградов, иеромонах Пафнутий, И. А. Кононов и Е. С. Шапошников.
Через 25 лет своего существования, по отчёту за 1898 год Братство состояло из 15 почётных членов, 7 членов-учредителей, 10 членов пожизненных и 76 действительных членов и соревнователей, или благотворителей.
Почётными членами Братства состояли: Иоанникий, митрополит Киевский — с 1872 г.; Палладий, митрополит Санкт-Петербургский — с 1896 г.; Иустин, архиепископ Херсонский — с 1872 г.; Павел, бывший епископ Олонецкий, управляющий Высоко-Петровским монастырём — с 1872 г.; Виссарион, епископ Костромской — с 1892 г.; Нестор, епископ Дмитровский — с 1897 г.; Тихон, епископ Можайский — с 1897 г.; Нафанаил, управляющий Андрониковым монастырём — с 1897 г.; обер-прокурор Св. Синода К. П. Победоносцев — с 1897 г.; протоиерей И. Г. Виноградов — с 1896 г.; князь Н. П. Трубецкой — с 1896 г.; профессор Н. И. Субботин — с 1896 г.; присяжный поверенный Ф. Н. Плевако — с 1897 г.; потомственный поч. гражданин А. В. Смирнов с 1896 г.; потомств. поч. гражданка В. А. Хлудова — с 1896 г. В самом конце года, 21 декабря 1898 года Братство выбрало ещё пять новых почётных членов из лиц, оказавших особое внимание и содействие Братству в достижении его целей — это: Амвросий, архиепископ Харьковский; протоиерей М. С. Боголюбский; Товарищ Обер-Прокурора Св. Синода, сенатор, В. К. Саблер; прокурор Московской Конторы Св. Синода князь А. А. Ширинский-Шихматов и директор Московской Синодальной Типографии С. Д. Войт.